# Walerij Kopajew
Walerij Władimirowicz Kopajew (ros. Валерий Владимирович Копаев; ur. 17 czerwca 1973) – rosyjski zapaśnik walczący w stylu klasycznym. 
Czwarty na mistrzostwach Europy w 1997. Wojskowy mistrz świata w 1997 roku.